# Cussonia corbisieri
Cussonia corbisieri är en araliaväxtart som beskrevs av De Wild. Cussonia corbisieri ingår i släktet Cussonia och familjen Araliaceae. Inga underarter finns listade.